# Zdziłowice (gromada)
Zdziłowice – dawna gromada, czyli najmniejsza jednostka podziału terytorialnego Polskiej Rzeczypospolitej Ludowej w latach 1954–1972.
Gromady, z gromadzkimi radami narodowymi (GRN) jako organami władzy najniższego stopnia na wsi, funkcjonowały od reformy reorganizującej administrację wiejską przeprowadzonej jesienią 1954 do momentu ich zniesienia z dniem 1 stycznia 1973, tym samym wypierając organizację gminną w latach 1954–1972.
Gromadę Zdziłowice z siedzibą GRN w Zdziłowicach utworzono – jako jedną z 8759 gromad na obszarze Polski – w powiecie kraśnickim w woj. lubelskim na mocy uchwały nr 10 WRN w Lublinie z dnia 5 października 1954. W skład jednostki weszły obszary dotychczasowych gromad Zdziłowice I, Zdziłowice II, Zdziłowice III i Zdziłowice IV ze zniesionej gminy Batorz w tymże powiecie. Dla gromady ustalono 22 członków gromadzkiej rady narodowej.
1 stycznia 1956 gromada weszła w skład reaktywowanego powiatu janowskiego w tymże województwie.
1 stycznia 1957 do gromady Zdziłowice włączono wieś Piłatka z gromady Błażek w powiecie kraśnickim w tymże województwie. 
Gromada przetrwała do końca 1972 roku, czyli do kolejnej reformy gminnej.